# ベンジャミン・スタントン
ベンジャミン・スタントン（Benjamin Stanton, 1809年6月4日 - 1872年6月2日）は、アメリカ合衆国の弁護士、政治家。オハイオ州選出連邦下院議員、オハイオ州副知事を務めた。

## 生い立ちと初期の経歴
1809年6月4日、スタントンはオハイオ州マウントプレザントにおいて、クエーカーの家系に誕生した。スタントンは学問的研究を積んだ後、洋服屋の仕事に就いた。その後スタントンは法律を学び、1834年にスチューベンビルで弁護士として認可を受けた。スタントンはベルファウンテンに移り、弁護士業を開業した。スタントンは地方検察官を経て、1841年から1843年までオハイオ州上院議員、1850年に州憲法制定会議代表を務めた。

## 連邦下院議員
スタントンはホイッグ党に所属し、1850年にオハイオ州第4連邦下院選挙区から連邦下院議員に選出された。スタントンは1851年3月4日から1853年3月3日まで連邦下院議員を務めた。スタントンは第32連邦議会に参加した。スタントンは1852年の選挙で敗れたが、野党候補として参加した1854年の選挙では勝利した。スタントンは続く1856年、1858年の選挙にも共和党から立候補し、勝利した。スタントンは1855年3月4日から1861年3月3日まで連邦下院議員を務め、第34連邦議会から第36連邦議会まで参加した。スタントンは第36連邦議会において、軍事委員会で委員長を務めた。

## オハイオ州副知事
1861年、スタントンはオハイオ州副知事に立候補した。オハイオ州知事には同じ共和党のデイヴィッド・トッドが立候補し、2人は勝利を収めた。スタントンはトッド知事の下、1862年1月4日から1864年1月11日まで副知事を務めた。

## 晩年
1865年、スタントンはウェストバージニア州マーティンズバーグに移り、弁護士業を再開した。スタントンは1867年にウェストバージニア州ホイーリングに移り、弁護士業を継続した。
1872年6月2日、スタントンはホイーリング市内で死去した（62歳）。スタントンの遺体はホイーリング市内のグリーンウッド墓地に埋葬された。